# 谷胱甘肽二硫化物
谷胱甘肽二硫化物（英語：Glutathione disulfide）缩写:（GSSG）是由两个谷胱甘肽分子生成的二硫化物。
在活细胞中，谷胱甘肽二硫化物在辅酶的还原等价物作用下还原成两分子谷胱甘肽。 NADPH的还原当量还原成两分子谷胱甘肽。 该反应由酶谷胱甘肽还原酶催化。
抗氧化酶，如谷胱甘肽过氧化物酶和过氧化物还原酶，在还原过氧化氢(H2O2)和有机过氧化氢(ROOH)等过氧化物时生成谷胱甘肽二硫化物
2 GSH  +  ROOH   →   GSSG  +  ROH  +  H2O
其他酶，如谷胱甘肽，通过与蛋白质二硫键或其他低分子质量化合物（如辅酶A二硫化物或脱氢抗坏血酸）进行硫醇-二硫化物交换，生成谷胱甘肽二硫化物。
2 GSH  +  R-S-S-R   →  GSSG  +  2 RSH

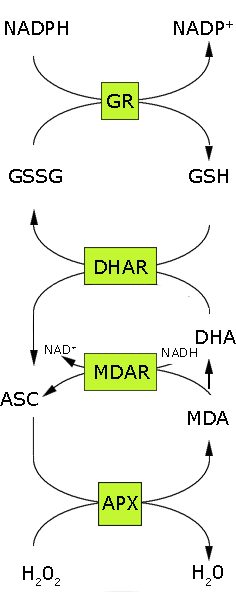
谷胱甘肽-抗坏血酸循环

因此，GSH:GSSG 比率是细胞健康的一个重要生物指标，比率越高，表明生物体内的氧化压力越小。 较低的比率甚至可能预示着神经退行性疾病，如帕金森病和阿尔茨海默病。

## 神经调控
研究发现，GSSG 与谷胱甘肽和S-亚硝基谷胱甘肽（GSNO）可与NMDA和AMPA 受体的谷氨酸识别位点结合（通过其γ-谷氨酰基），可能是内源性神经调控。在毫摩尔浓度下，它们还可能调节 NMDA 受体复合物的氧化还原状态。